# Latencia (biología)
En biología, la latencia (dormancia) se conceptualiza como la animación suspendida o desarrollo detenido de los organismos. 
En los insectos también se denomina diapausa y ha servido durante mucho tiempo como modelo para la evolución de la fenología.

## Período de latencia en insectos
El momento de entrada en la diapausa o latencia en insectos puede ser funcionalmente obligado o estar determinado por señales ambientales. 
Durante el desarrollo de la diapausa, se producen cambios fisiológicos marcados como cambios en los títulos hormonales, abundancia de receptores y otros cambios en todo el transcriptoma. En este periodo, el desarrollo morfogénico de los insectos se detiene en gran medida, pero existen estudios que evidencian ciertos cambios en la morfología durante la diapausa. La duración de la diapausa establece el momento de salida de este periodo y supone la reanudación del crecimiento, actividades y reproducción.